# Wonderful Neighbors
Wonderful Neighbors (en hangul, 황홀한 이웃; romanización revisada, Hwangholhan iut) es una serie de televisión surcoreana de 2015, protagonizada por Yoon Son Ha, Seo Do Young, Yoon Hee Suk y Park Tam Hee. Fue emitida por SBS desde el 5 de enero hasta el 22 de junio de 2015 con una longitud de 119 episodios emitidos de lunes a viernes a las 8:30 (KST).

## Reparto

### Personajes principales
- Yoon Son Ha como Gong Soo Rae.
- Seo Do Young como Park Chan Woo.
- Yoon Hee Suk como Seo Bong Gook.
- Park Tam Hee como Choi Yi Kyung.

### Personajes secundarios
Familia de Soo Rae
- No Young Kook como Kong Ma Joong.
- Lee Mi Young como Na Jung Boon.
- Baek Min Hyun como Gong Soo Geo.
- Kim Soo Jung como Seo Yu Na.

Familia de Bong Gook
- Lee Duk Hee como Lim Yeon Ok.
- Jun Ye Seo como Seo Bong Hee.

Familia de Yi Kyung
- Choi Il Hwa como Choi In Sub.
- Jo Yeon Woo como Choi Dae Kyung.
- Lee Ja Young como Lee Jung Ah.
- Shin Rin Ah como Park Se Bom.

### Otros personajes
- Ahn Yeon Hong como Jo Eun Shil.
- Seo Bum Suk como Oh Han Do.
- Kim Na Young como Hwang Mi Ja.
- Kim Kyu Sun como Jang Se Jin.
- Kang Ka Hyun como Go Jae Hee.
- Moon Ah Ram como Bae Eun Kyung.